# سوزو چکی دامیکو
سوزو چکی دامیکو (ایتالیایی: Suso Cecchi d'Amico؛ ‏ ۲۱ ژوئیهٔ ۱۹۱۴ – ۳۱ ژوئیهٔ ۲۰۱۰) بازیگر و فیلم‌نامه‌نویس اهل ایتالیا بود.
از فیلم‌هایی که وی در آن‌ها نقش داشته‌است، می‌توان به دوران کودکی، حرفه و نخستین تجربه جاکومو کازانووا، اهل ونیز، بی‌تفاوت‌ها، همیشه بهار است، حیف که او بدذات است و سالواتوره جولیانو اشاره نمود.